# Гильтбург, Борис Леонидович
Борис Леонидович Гильтбург (ивр. בוריס גילטבורג‎; род. 21 июня 1984, Москва) — израильский пианист.

## Биография
Начал учиться игре на фортепиано у своей матери Аллы Гильтбург. После переезда семьи в Израиль в 1995—2007 гг. учился в Тель-Авиве у Арье Варди. С девятилетнего возраста участвовал в различных международных конкурсах, в 11 из них стал лауреатом, увенчав свою конкурсную карьеру победой на Международном конкурсе имени королевы Елизаветы в 2013 году.
В 2005 году дебютировал с Израильским филармоническим оркестром. Выступал с ведущими оркестрами Европы, включая Лондонский филармонический, «Филармонию», оркестр Консертгебау, Немецкий симфонический оркестр Берлина, Симфонический оркестр Франкфуртского радио. В 2010 году впервые принял участие в концертах Би-Би-Си Промс. Гастролировал в разных странах Европы, США, Южной Америке, Японии и Китае. Записал для лейбла EMI «Картинки с выставки» Модеста Мусоргского, сонаты Александра Скрябина и Сергея Прокофьева, оба фортепианных концерта Дмитрия Шостаковича, два фортепианных концерта, этюды и 24 прелюдии Сергея Рахманинова, полный цикл сонат Бетховена  (все на Naxos).
В 2011 году город Ришон-ле-Цион, где живёт семья пианиста, присвоил Гильтбургу звание «Человек года» в номинации «Музыка».
Владеет шестью языками: русским, английским, ивритом, немецким, французским и испанским. Переводит с русского на иврит стихи русских поэтов. Увлекается фотографией.